# مهدی میامی
مهدی میامی   (زاده ۲۶ اردیبهشت ۱۳۳۲ در تهران) بازیگر سینما و تلویزیون اهل ایران است. وی در محله شهباز جنوبی تیردوقلو متولد شد.
مهدی میامی از نوجوانی در تئاتر فعالیت داشته و یکی از مؤسّسین گروه تئاتر کوچ است. وی علاوه بر بازیگری، دستیار کارگردان چند فیلم سینمایی و بازیگر نمایش مجلس شبیه در ذکر مصایب استاد نوید ماکان و همسرش مهندس رخشید فرزین بهرام بیضایی نیز بوده‌است.

## کارنامهٔ هنری

### سینما
| عنوان فیلم            | سال ساخت | کارگردان          |
| --------------------- | -------- | ----------------- |
| تمرینی برای اجرا      | ۱۳۹۴     | محمدعلی سجادی     |
| دامنه‌های سفید         | ۱۳۹۱     | محمدابراهیم معیری |
| راه آبی ابریشم        | ۱۳۸۹     | محمد بزرگ‌نیا      |
| خواب زمستانی          | ۱۳۸۶     | سیامک شایقی       |
| ایستگاه بهشت          | ۱۳۸۵     | نادر مقدس         |
| بچه‌های ابدی           | ۱۳۸۵     | پوران درخشنده     |
| مخمصه                 | ۱۳۸۵     | محمدعلی سجادی     |
| محاکمه                | ۱۳۸۵     | ایرج قادری        |
| از دوردست             | ۱۳۸۴     | رامین محسنی       |
| محکومین بهشت          | ۱۳۸۴     | حجت‌الله سیفی      |
| جایی برای زندگی       | ۱۳۸۳     | محمد بزرگ‌نیا      |
| شوریده                | ۱۳۸۳     | محمد علی سجادی    |
| جنایت                 | ۱۳۸۲     | محمد علی سجادی    |
| سفر به فردا           | ۱۳۸۰     | محمدحسین حقیقی    |
| دعوت به شام           | ۱۳۷۹     | داوود موثقی       |
| جنگجوی پیروز          | ۱۳۷۷     | مجتبی راعی        |
| دختری با کفش‌های کتانی | ۱۳۷۷     | رسول صدرعاملی     |
| کمکم کن               | ۱۳۷۷     | رسول ملاقلی‌پور    |
| یحیی                  | ۱۳۷۴     | حسین فرخی         |
| حسرت                  | ۱۳۷۳     | حسن محمدزاده      |
| راه افتخار            | ۱۳۷۳     | داریوش فرهنگ      |
| سه مرد عامی           | ۱۳۷۲     | سیامک تقی‌پور      |
| مرد ناتمام            | ۱۳۷۱     | محرم زینال‌زاده    |
| آهوی وحشی             | ۱۳۶۹     | حمید خیرالدین     |
| گزل                   | ۱۳۶۸     | محمد علی سجادی    |
| چون باد               | ۱۳۶۷     | محمد علی سجادی    |
| کارآگاه ۲             | ۱۳۶۷     | بهروز غریب پور    |
| پرنده کوچک خوشبختی    | ۱۳۶۶     | پوران درخشنده     |
| جدال                  | ۱۳۶۴     | محمد علی سجادی    |
| گنج                   | ۱۳۶۳     | محمد علی سجادی    |
| بازجویی یک جنایت      | ۱۳۶۲     | محمد علی سجادی    |
| جاده                  | ۱۳۶۰     | محمد علی سجادی    |

### تلویزیون
| سال  | نام                | کارگردان                 | توضیحات                       |
| ---- | ------------------ | ------------------------ | ----------------------------- |
| ١۴٠١ | مسافران شهر        | احمد معظمی               | شبکه ۵پخش رمضان ١۴٠١          |
| ١٣٩٩ | بوم و بانو         | سعید سلطانی              | شبکه ٢۴١ قسمتپخش محرم ٩٩      |
| ١٣٩٨ | ستایش ۳            | سعید سلطانی              | شبکه ٣                        |
| ١٣٩٨ | بانوی سردار        | پرویز شیخ طادی           | شبکه ٣١٢ قسمت                 |
| ۱۳۹۴ | زاویه هفتم         | محمود معظمی              | شبکه ۳۷ قسمت                  |
| ۱۳۹۴ | فوق سری            | مهدی فخیم زاده           | شبکه ۱۱۵ قسمتپخش نوروز ۹۴     |
| ۱۳۹۱ | تکیه بر باد        | محمود معظمی              | شبکه تهران۳۰ قسمت             |
| ۱۳۹۰ | پیشواز             | سعید ابراهیمی فر         | شبکه ۲۱۱ قسمتپخش دهه فجر      |
| ۱۳۸۹ | ستایش              | سعید سلطانی              | شبکه ۳۴۴ قسمت                 |
| ۱۳۸۹ | ساختمان ۸۵         | مهدی فخیم‌زاده            | شبکه ۲۲۷ قسمت                 |
| ۱۳۸۸ | جستجوگران          | محمدعلی سجادی            | شبکه ۲۱۴ قسمت                 |
| ۱۳۸۶ | مدار صفر درجه      | حسن فتحی                 | شبکه ۱۳۰ قسمت                 |
| ۱۳۸۵ | یک مشت پر عقاب     | اصغر هاشمی               | شبکه ۳۱۵ قسمت                 |
| ۱۳۸۴ | شهریار             | کمال تبریزی              | شبکه ۲۲۲ قسمت                 |
| ۱۳۸۴ | راز ققنوس          | نادر مقدس                | شبکه تهران۱۳ قسمت             |
| ۱۳۸۳ | دایره تردید        | امیر قویدل               | شبکه ۱۲۶ قسمت                 |
| ۱۳۸۲ | یکی مثل من         | محسن شاه محمدی           | شبکه ۱۳۰ قسمتپخش در ماه رمضان |
| ۱۳۸۱ | روزهای بیاد ماندنی | همایون شهنوازتورج منصوری | شبکه ۱                        |
| ۱۳۸۱ | مهر خاموش          | سیروس مقدم               | شبکه ۱۱۵ قسمت                 |
| ۱۳۸۰ | حمله دار           | جعفر سیمایی              | شبکه ۳                        |
| ۱۳۸۰ | حجر بن عدی         | تاجبخش فناییان           | شبکه ۱۱۲ قسمت                 |
| ۱۳۷٩ | ولایت عشق          | مهدی فخیم زاده           | شبکه ۱۳۰ قسمت                 |
| ۱۳۷۷ | گل منگلی           | قاسم جعفری               | شبکه تهران۱۳ قسمت             |
| ۱۳۷۵ | خاله خانم          | منوچهر پوراحمد           | شبکه ۱پخش نوروز ۷۶            |
| ۱۳۷۴ | مردان جاده         | هادی صابر                |                               |
| ۱۳۷۳ | شلیک نهایی         | محسن شاه‌محمدی            | شبکه ۱۱۷ قسمت                 |
| ۱۳۷۱ | خانه من کجاست؟     | محمد حسن‌زاده             | شبکه ۱۱۳ قسمت                 |
| ۱۳۷۱ | چشمه زندگی         | حمید خیرالدین            |                               |
| ۱۳۷۱ | روزگار وصل         | مسعود رشیدی              | شبکه ۱۷ قسمت                  |
| ۱۳۶۹ | آذرستان            | امیرهوشنگ دانایی         | شبکه ۱                        |
| ۱۳۶۹ | آلبوم خانوادگی     | محمد رحمانیان            | شبکه ۱۵ قسمت                  |
| ۱۳۶۲ | نوروزنامه          | مهوش جزایری              | شبکه ۱پخش نوروز ۶۳            |

### نمایش نامه‌ها
| عنوان نمایش                                                       | سال ساخت | کارگردان          |
| ----------------------------------------------------------------- | -------- | ----------------- |
| خانه مرموز همسایه                                                 | ۱۳۴۹     | بیژن ابراهیمی     |
| کافه چی                                                           | ۱۳۴۹     | بیژن ابراهیمی     |
| پانتومیم شاگرد متقلب                                              | ۱۳۵۰     | خودش              |
| دنیای دیوانگان                                                    | ۱۳۵۰     | خودش              |
| چوب به دست‌های ورزیل                                               | ۱۳۵۰     | محمود جعفری       |
| در منطقه جنگی                                                     | ۱۳۵۰     | نصراله عالی زاده  |
| زورق سرگزدان                                                      | ۱۳۵۱     | خودش              |
| مرد گل به دهن                                                     | ۱۳۵۱     | خودش              |
| بهترین بابای دنیا                                                 | ۱۳۵۱     | اکیر نیکیار       |
| تامار زوها                                                        | ۱۳۵۲     | عباس جوانمرد      |
| سگی در خرمی جا                                                    | ۱۳۵۳     | عباس جوانمرد      |
| یزدگرد و آسیابان                                                  | ۱۳۵۴     | مهدی میامی        |
| پهلوان شهر خیال                                                   | ۱۳۵۴     | مهدی میامی        |
| اتللو                                                             | ۱۳۵۴     | دکتر محمد کوثر    |
| آنتینگه                                                           | ۱۳۵۴     | دکتر علی رفیعی    |
| شوخی در گود                                                       | ۱۳۵۵     | مهدی میامی        |
| آنکه گفت آری آنکه گفت نه                                          | ۱۳۵۶     | عبدالرضااکبری     |
| در همین حوالی                                                     | ۱۳۵۶     | محمد مهدی صالحی   |
| در غربت                                                           | ۱۳۵۶     | بهزاد فراهانی     |
| کوچ                                                               | ۱۳۵۶     | بهزاد فراهانی     |
| عروسی                                                             | ۱۳۵۷     | بهزاد فراهانی     |
| عادل‌ها                                                            | ۱۳۵۸     | حمید لبخنده       |
| ارباب یوتینلا و نوکرش مانی                                        | ۱۳۵۸     | محمود جعفری       |
| خورده بور ژواها                                                   | ۱۳۵۹     | ناصر یوسفی نژاد   |
| خودکشی                                                            | ۱۳۵۹     | غلام حسین لطیفی   |
| کله‌گردها و کله‌تیزها                                               | ۱۳۵۹     | ناصر رحمانی نژاد  |
| لومومبا                                                           | ۱۳۶۱     | هوشنگ توکلی       |
| علی و چراغ جادو                                                   | ۱۳۶۱     | داود غلام حسینی   |
| دکتر فاستوس                                                       | ۱۳۶۲     | ایرج راد          |
| ادب مرد به از دولت اوست                                           | ۱۳۶۴     | فرهاد مجد آبادی   |
| مستأجر جدید                                                       | ۱۳۶۵     | --                |
| بابابزرگ و ترب                                                    | ۱۳۶۵     | بهروز غریب پور    |
| فسیس                                                              | ۱۳۶۵     | فرهاد مجدآبادی    |
| چهار نمایش از جخوف                                                | ۱۳۶۷     | --                |
| شش جوجه کلاغ و یک روباه                                           | ۱۳۶۷     | بهروز غریب پور    |
| در پوست شیر                                                       | ۱۳۶۷     | حسین احمدی نسب    |
| سفر سبز در سبز                                                    | ۱۳۶۷     | بهروز غریب پور    |
| آتش افروزان                                                       | ۱۳۶۹     | مهدی میامی        |
| ماه پیشونی                                                        | ۱۳۶۹     | مرضیه محبوب       |
| زال و سیمرغ                                                       | ۱۳۶۹     | مرضیه برومند      |
| هفت خوان رستم                                                     | ۱۳۶۹     | آتیلا پسیانی      |
| شناسنامه                                                          | ۱۳۷۰     | مینا صارمی        |
| یادگار سال‌های شن                                                  | ۱۳۷۱     | دکتر علی رفیعی    |
| ماهان کوشیار                                                      | ۱۳۷۲     | ایرج راد          |
| نهار لعنتی                                                        | ۱۳۷۲     | سعید امیر سلیمانی |
| مروارید                                                           | ۱۳۷۳     | حسین احمدی نسب    |
| جنایت و مکافات                                                    | ۱۳۷۷     | میکاییل شهرستانی  |
| سووشون                                                            | ۱۳۸۸     | --                |
| مجلس شبیه در ذکر مصایب استاد نوید ماکان و همسرش مهندس رخشید فرزین | --       | --                |
| برگ برنده                                                         | --       | --                |
| خاک و آتش                                                         | --       | --                |

### نمایش خانگی
- ۱۴۰۳ - دیو و ماه‌پیشونی ۲
- ۱۴۰۳ - غربت